# Голуметское муниципальное образование
Голуметское муниципальное образование — муниципальное образование со статусом сельского поселения в
Черемховском районе Иркутской области России. Административный центр — посёлок Голуметь.

## Демография
По результатам Всероссийской переписи населения 2010 года
численность населения муниципального образования составила 2420 человек, в том числе 1205 мужчин и 1215 женщин.

## Населенные пункты
В состав муниципального образования входят населенные пункты
- Голуметь
- Баталаева
- Верхняя Иреть
- Елоты
- Участок Мандагай
- Полежаева
- Труженик[2]